# Richard Henneberg
Richard Max Wilhelm Henneberg (ur. 22 grudnia 1868 w Magdeburgu, zm. 25 stycznia 1962 w Berlinie) – niemiecki lekarz neurolog, neuropatolog i psychiatra.

## Życiorys
Syn lekarza Hermanna Henneberga (1828–1893) i Marie Hildebrandt (1840–1883), brat lekarza Brunona Henneberga (1867–1941) i bakteriologa Wilhelma Henneberga (1871–1936). Studiował w Tybindze, Monachium, Kilonii i Berlinie, tytuł doktora medycyny otrzymał w Berlinie w 1893. Następnie pracował w klinice Charité pod kierunkiem Friedricha Jolly′ego, habilitował się w 1902. Współpracował z Maxem Bielschowskym. Wprowadził do medycyny termin katapleksji. Członek honorowy Berliner Gesellschaft für Neurologie und Psychiatrie (1955).